# ويف
أندرو آلن أشر أورنهايمر (بالإنجليزية: weev)(، المولود بتاريخ 1 أيلول 1985، المعروف ايضاً بإسمه المستعار)ويف (، هو الهاكر ذو القبعة الرمادية الأمريكي، قومي ابيض، ومن متصيدي الإنترنت. فقد عرَّفَ نفسه لوسائل الاعلام مستخدماً مجموعة من الأسماء المستعارة، على الرغم من ان معظم المصادر توفر اسمه الأول بشكل صحيح على انه)أندرو

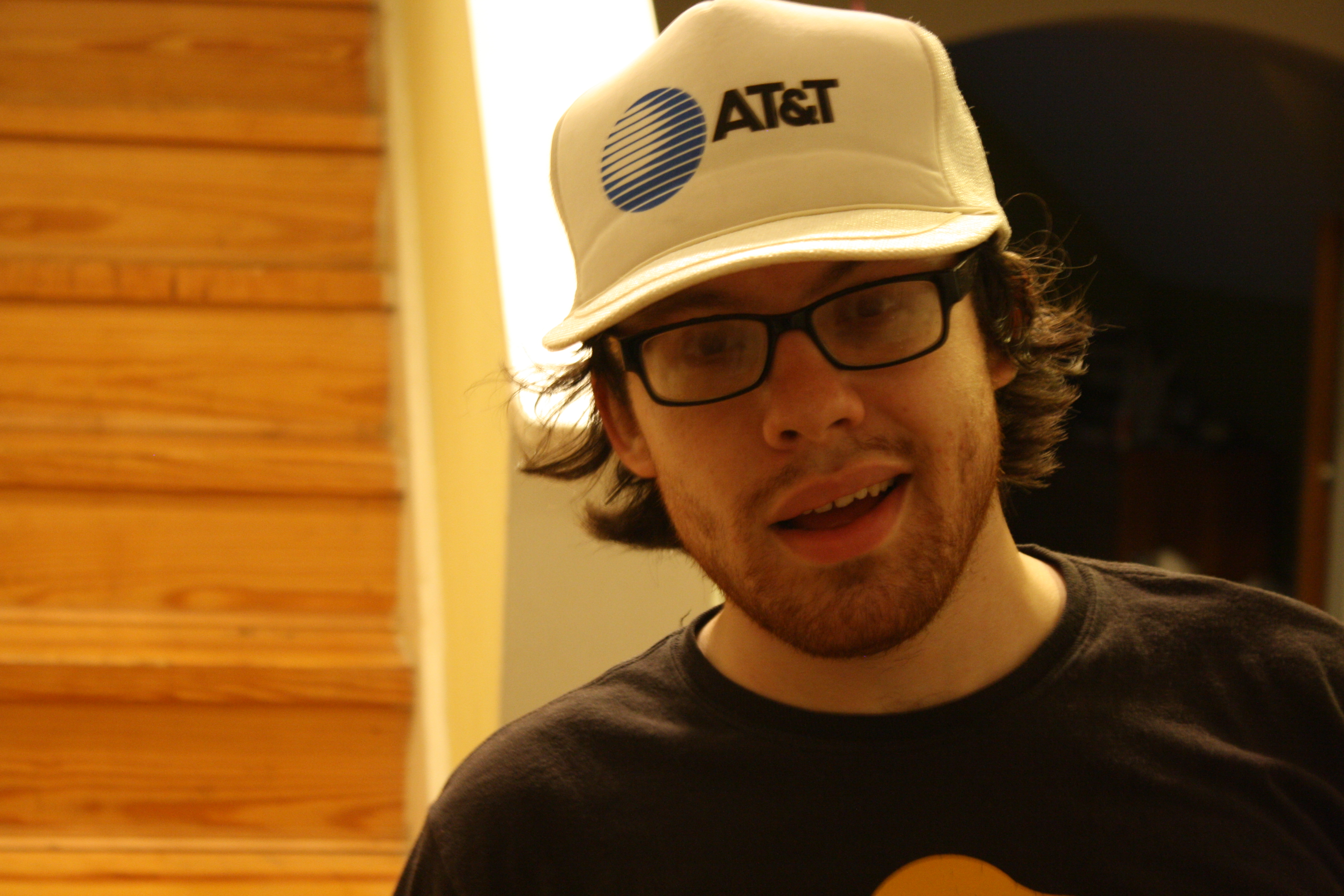
)ويف -أندرو آلان أشر أورنهايمر)
في عام 2010

## القرصنة
تبنى أورنهايمر مسؤوليته عن التعطيل في خدمات شركة أمازون في نيسان 2009، كردّ فعل لإعادة تصنيف العديد من الكتب حول قضايا مثليي الجنس بوصفها إباحية. شركة أمازون قالت ان أورنهايمر لم يكن مسؤولاً عن الحادثة. عدة مطبوعات اعلامية كتبت لمحة مختصرة عن أورنهايمر وانشطته في القرصنة والتصيُّد حتى قبل حادثة الامازون، خصوصاً صحيفة نيويورك تايمز، وفيها ادّعى انه عضو مجموعة قراصنة يسمى «المنظمة»، التي تكسب عشرة ملايين دولار سنوياً. هو أيضاً ادّعى بأنه يملك سيارة رولز رويس نوع شبح (فانتوم). بعد نشر قصة التايمز عن أورنهايمر، بحث صحفيون عن أورنهايمرللتعليق على القصص المتعلقة بالقرصنة. نشر موقع (غاوكر- Gawker) قصة عن حادثة قرصنة البريد الإلكتروني الخاص (بسارة بالين) وبيَّن تعليقات أورنهايمر بشكل بارز في عنوان القصة.

### خرق بيانات AT&T
أورنهايمرعضو في مجموعة من خبراء الكمبيوتر المعروفة باسم (غوتس سكيوريتي-Goatse Security) التي كشفت خللاً في النظام الأمني لشركة AT&T مما سمح بكشف عناوين البريد الإلكتروني لمستخدمي حاسوب الايباد اللوحي. كشفت المجموعة الخلل الأمني لموقع غاوكر الاعلامي قبل ابلاغها شركة AT&T على عكس ما ادّعت اولاً، وكشفت بيانات 000, 114 شخص من مستخدمي حاسوب الآيباد اللوحي، بما في ذلك بيانات المشاهير والحكومة والجيش. أعمال هذه المجموعة أدت إلى إثارة الجدل حول الإفصاح عن الثغرات الأمنية من جديد. أورنهايمر يدّعي بأنَّ غوتس سكيوريتي استخدم الممارسات الشائعة والمشتركة في المهنة وقال «أننا حاولنا أن نكون من الاشخاص الطيبين». (جينيفر غرانيك) من (الكترونيك فرونتيير فاوندَيشن -مؤسسة الحدود الألكترونية - The Electronic Frontier Foundation) دافعت عن التكتيكات المستخدمة من قبل غوتس سكيوريتي.

### التحقيقات
بعد ذلك فتح مكتب التحقيقات الفدرالي FBI تحقيقاً في الحادث، مما أدى إلى شكوى جنائية في كانون الثاني من 2011.
بعد وقت قصير من فتح التحقيق، تم مداهمة منزل أورنهايمر في ولاية أركنساس من قبل مكتب التحقيقات الفدرالي والشرطة المحلية. وكان البحث الذي قام به مكتب التحقيقات الفدرالي مرتبطاً بتحقيقاته في الخرق الامني لشركة AT&T، ولقد تم اعتقاله بتهمه القرصنة، أطلق سراحه بكفالة قدرها 3160 دولار بأنتظار محاكمة الولاية. بعد الإفراج عنه بكفالة، أورنهايمركسَرَالامرالقضائي بحظر النقاش في القضية احتجاجاً على ما يدَّعي بانه كان انتهاكاً لحقوقه المدنية. وبشكل خاص، أورنهايمر تجادل حول شرعية تفتيش منزله والحرمان من الحصول على محامٍ عام، وطلب أيضاً بتبرعات عن طريق الباي بال PayPal لتغطية التكاليف القانونية.
في كانون الثاني 2011 اُسقِطَت جميع التهم المتعلقة بالقرصنة عن أورنهايمر مباشرةً بعد اعتقاله من قِبَل السلطات الاتحادية. أعلَنت وزارة العدل الأمريكية  بأنه ستوجه له تهمة واحدة بالتآمر للوصول إلى كمبيوتر من دون الحصول على إِذن وتهمة الاحتيال. على الرغم من أنَّ شريكه المتهم (دانيال سبيتلر) اُطلق سراحه سريعاً بكفالة، اِلا أنَّ أورنهايمر كان قد رُفض الإفراج عنه بكفالة بسبب كونه عاطلاً عن العمل وعدم وجود أحد أفراد العائلة لاستضافته. أورنهايمر كان مسجوناً في مركز التحويل الاتحادي في مدينة أوكلاهوما قبل إطلاق سراحه بكفالة قدرها 50000 دولار في أواخر شباط 2011. هيئة محلفين كبرى اتحادية في مدينة نيوارك في ولاية نيو جيرسي، اتهمت أورنهايمر بتهمة واحدة بالتآمر للوصول إلى اجهزة الكمبيوتر بدون إذن وتهمة سرقة الهوية في بداية تموز 2011. في أيلول 2011 تم الإفراج عنه بكفالة وكان يجمع الاموال لصالح صندوق الدفاع عنه.

## لائحة الاتهام
بتاريخ 20 تشرين الثاني 2012، اُدين أورنهايمر بتهمة واحدة في سرقة الهوية وتهمة التآمر للوصول إلى الكمبيوتر دون الحصول على إِذن. أورنهايمر غَرَّدَ بأنه سيستأنف الحكم. غَرَّدَ (آليكس بيلوسوف)، وهو صديق وكان حاضراً ايضاً يوم الحكم، بأنَّ أورنهايمر سوف يظلُّ حرّاً بكفالة لحين صدور الحكم «والذي سيكون بعد 90 يوماً على الأقل».
بتاريخ 29 تشرين الثاني 2012، أورنهايمر كتب مقالة في في مجلة (وايَرد - Wired) بعنوان «انسى الإفصاح – يجب على القراصنة ان تُبقي الثغرات الامنية لأنفسهم»، داعياً إلى الكشف عن أي (استغلال ثغرة امنية فوراً - zero-day exploit) فقط للأشخاص الذين «سوف يستخدمون ذلك من أجل مصلحة العدالة الأجتماعية.»
في مقال تم نشرهَ في Tech Crunch بتاريخ كانون الثاني 2013، شبَّه محاكمته بمحاكمة (آرون سوارتز) قائلاً:
«... تعاملَ آرون مع الأتهامات الموجهة إليه بشكل سيئ للغاية لأنه كان يعتقد بأنه جزء من فئة خاصة من الناس الذين لم يحدث لهم هذه. أنا من كوخ متهدم من اركنساس. قضيت سنوات عديدة مفكراً بأن اناساً من عوائل مثل عائلته (سوارتز) تلقوا معاملة أفضل مني. الآن انا أدرك الحقيقة: الوحش بشع جداً لدرجة انه سيلتهمنا جميعاً.»
بعد إِدانة أورنهايمر بتهمة سرقة الهوية والتآمر للدخول إلى كمبيوتر بدون الحصول على إذن بتأريخ 18 مارس 2013، حُكِمَ عليه بالسجن لمدة 41 شهراً في سجن اتحادي واُمِرَ بدفع73000 دولار كتعويض. قبل الحكم عليه مباشرة، نشر أورنهايمر موضوع «اِسألني عن أي شيء» على موقع (ريديت - Reddit)؛ تعليقات مثل «آمل أن يعطوني الحد الأقصى، لكي ينتفض الناس ويقتحموا الأرصفة (ويُظهروا غضباً عارماً)» و «أندم لكوني لطيفاً بما يكفي لأعطاء AT&T فرصة لرأب الصدع قبل اِرسال مجموعة البيانات لـغاوكر Gawker. لن أكون بنفس القدر من اللطافة في المرة القادمة» وقد ذكرت هذه التهديدات من قِبَل النيابة العامة كمبرر للحكم.
لاحقاً وفي مارس 2013، انضمَّ محامي الحقوق المدنية وعضو هيئة التدريس في كلية الحقوق بجامعة جورج واشنطن (أورين كير) إلى فريق أورنهايمر القانوني وبدون مقابل.
أورنهايمر كان يقضي عقوبته في المؤسسة الإصلاحية الإتحادية (آلينوود لو- Allenwood Low)، وهو عبارة عن سجن أتحادي منخفض الأمن في ولاية بنسيلفانيا، وكان من المقرر الإفراج عنه في كانون الثاني 2016. فريق أورنهايمر القانوني قدَّم ملخصاً إلى محكمة الاستئناف الدورية الثالثة في تموز 2013 محاججاً إياهم لإلغاء إدانة أورنهايمر لأنه لم ينتهك أحكام ذات صلة بقانون احتيال وسوء استخدام الكمبيوتر.

### إلغاء الإدانة
بتاريخ 11 نيسان 2014، المحكمة الدورية الثالثة أصدرت رأياً بإلغاء إدانة أورنهايمر، على أساس أنَّ المكان في نيوجيرسي كان غير مناسب. بينما القضاة لم يتطرقوا إلى السؤال الجوهري بخصوص قانونية الدخول إلى الموقع، إلا أنهم كانوا يشككون في الإدانة الاصلية، مشيراً إلى أنه لم يحدث أي تحايل على كلمات السر وأنه تم الحصول فقط على المعلومات المتاحة للجمهور. تم الإفراج عن أورنهايمر بتأريخ 11 نيسان 2014.

## وجهات النظر السياسية وردّ الفعل الانتقادي
نشر أورنهايمرعدداً من النشرات الصوتية (بودكاست)، كما انه يحتفظ بمدوِّنة (لايف جورنال) والتي يقدم فيها تعليقات على القضايا العرقية والثقافية. اراء أورنهايمر مثيرة للجدل بدون شك، مما دفع (فيليب ألمر-ديويت) بأن يطلق عليه لقب «أبشع قرصان كمبيوتر». مجلة (رولينغ ستونز) يسمي نتائج قرصنته بالعنصرية والكراهية للمُثليين بينما آخرين فسروا عمله كدعابة جارحة متعمدة، من ضمنهم فوكس نيوز، واصفاً اياه بأنه «جارح وبارع التفاصيل» وكاتب في مجلة فوربس قائلاً لقرّائه ان «يفكروا: عفريت شكسبير» وكاتب في مجلة أتلانتيك سمى هذه الإشارة إلى عفريت بـ «سخي بشكل غريب».
أورنهايمر من المدافعين عن حرية التعبير. أورنهايمر دافع عن الويكي الساخر موسوعة (دراماتيكا) في مقابلة مع موقع Ninemsn والذي نوَّه بأنه «متألق جداً» في مقالة عن الرقابة على الإنترنت الأسترالية المنشورة في (الريجيستر - The Register). وقد وُصِفت تصرفات أورنهايمر في بعض الاحيان بأنها «النضال البرمجي (هاكتيفيزم)». (أيما جَين) المعلقة في وسائل الاعلام الأسترالية وصفت أورنهايمر بأنه «مناضل برمجيات (هاكتيفيست) مشهور».
أبدى أورنهايمر دعماً لحركة Occupy Wall Street الاحتجاجية، قائلاً بأنَّ «لديه عقد رائع من الزمان في إغضاب الأغنياء». أورنهايمر كان قد صرح علناً بأنه من معجبي (تيموثي ماكفي) و (أندرو ستاك) و (مارفن هيماير).
في تشرين الثاني 2014، أورنهايمر نشر مقالة في مدونة النازيين الجدد The Daily Stormer وفيها كشف عن نفسه كقوميٌّ أبيض. أورنهايمر عرض صوراً لوشومه أحدها على شكل صليب معقوف. وصف أورنهايمر وقته بالسجن كـ«الاف من الساعات مصرخاً (قصائد أيدا) بأعلى صوت والخربشة الرونية على الجدران الأسمنتية». أورنهايمر قد أخبر غاوكر بأنه يمكن لأي شخص بأن يكون من أصل يهودي، لكن هو ليس له أي يهودي في عائلته منذ 3 قرون.

## التصيد
أورنهايمر هو الرئيس السابق لـ (Gay Nigger Association of America)- جمعية غاي نيغر الأمريكية) والتي هي مجموعة تصيُّد ضدّ التدوين الذين يأخذون اسمهم من الفلم الدنماركي في 1992 تحت أسم (المثليون السود من الفضاء الخارجي - Gayniggers from Outer Space). أعضاء غوتس سكيوريتي المشاركون في اختراق حاسوب الآيباد اللوحي هم ايضاً أعضاء في GNAA.
صحيفة نيويورك تايمز ذكرت في عام 2008 بأن أورنهايمر تبنّى مسؤوليته عن نشر روايات كاذبة عن الحياة المهنية للمبرمِجة ومطوّرة الألعاب (كاثي سييرا) في عام 2007 بما في ذلك اتهامات بأنها كانت تعمل في مجال الجنس سابقاً فضلاً عن عنوانها الفعلي ورقم ضمانها الاجتماعي. أدى ذلك إلى تلقيها تهديدات بالقتل والتهديد بالعنف الجنسي وغيابها عن الإنترنت من عام 2007 إلى 2013. في عام 2014 أورنهايمر نفى بأنه هو الذي كتب المشاركة وأكد إن الكاتب في صحيفة نيويورك تايمز قد لفّق البيان الذي نُسِبَ اليه. وقد صرحت سييرا بأن أورنهايمر كان قد غرد مراراً قبل هذا الإنكار بأنها «استحقت ما جرى لها» واستحقت ان تتعرض للهجوم.
و قد تم ذكر اسم أورنهايمر في أغنية (III. Life: The Biggest Troll “Andrew Auernheimer”) من ألبوم Because the Internet للمغنّي Childish Gambino.
أورنهايمر قد قال بأنه يخطط لإطلاق (صندوق وقائي - hedge fund)، TRO LLC.